# Sebaldo da Norimberga
Sebaldo, o Sinibaldo (tedesco: Sebald, latino: Sebaldus) (... – VIII secolo), è stato un religioso tedesco, vissuto come eremita nella zona di Norimberga e venerato santo.

## Agiografia

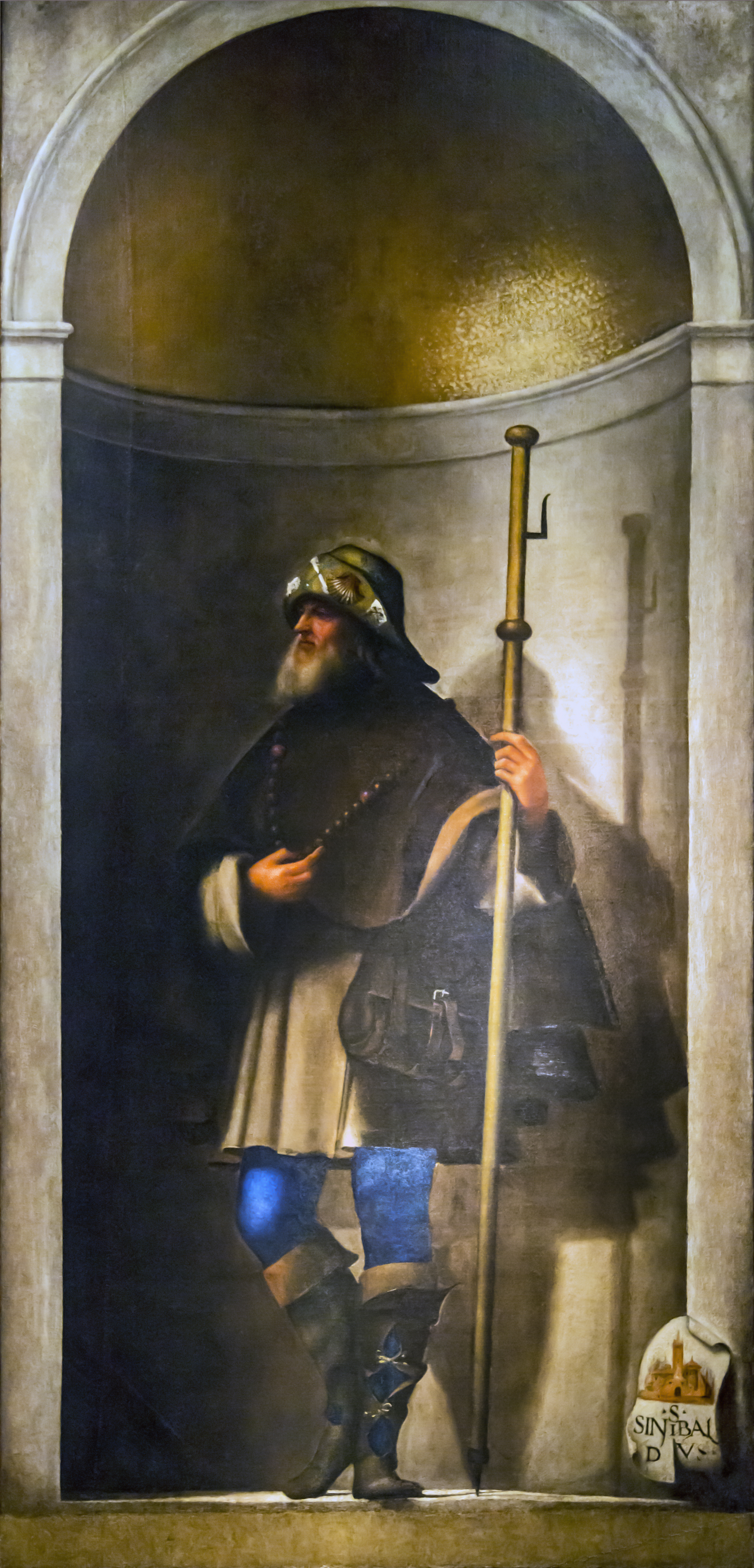
Sebaldo da Norimberga di Sebastiano del Piombo

Non si hanno notizie certe sulla sua vita. Secondo una leggenda tedesca era un principe danese che sposò una principessa francese ma la abbandonò la prima notte per vivere come un eremita. Quindici anni più tardi si recò in pellegrinaggio a Roma, da cui ritornò come evangelizzatore della Franconia.
Dopo la sua morte, una coppia di buoi senza giogo portarono la salma a Norimberga, alla cappella di San Pietro, dove poi venne sepolto. Già nel 1070 la sua venerazione come santo attirava numerosi pellegrini a Norimberga. Nel 1377, il consiglio cittadino inviò copie della leggenda del santo a tutti i conventi della città e nel 1385 una copia anche a Venezia. Nel 1397 le sue reliquie furono deposte in una cassa d'argento nella nuova chiesa di San Sebaldo.

## Culto

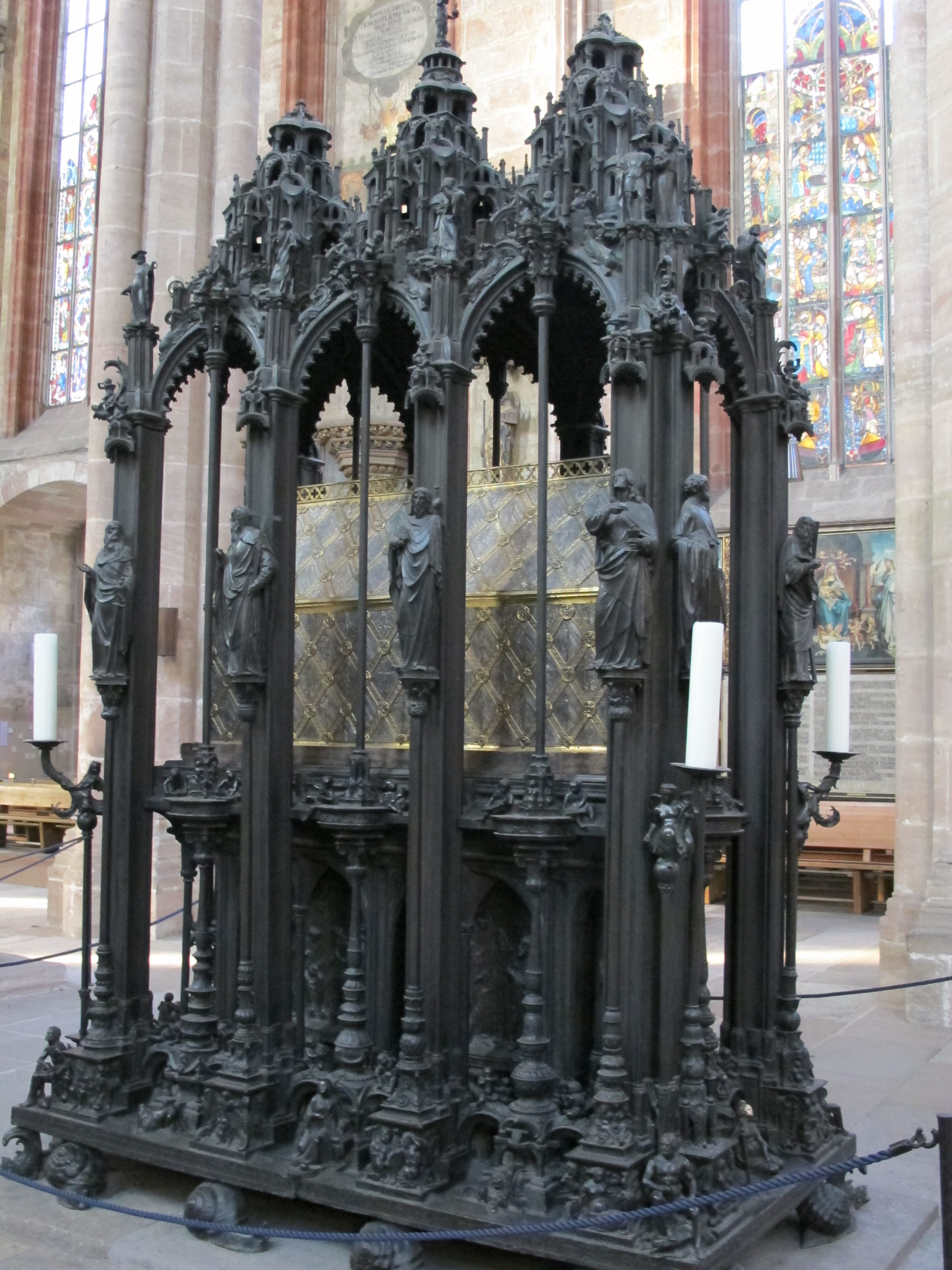
La tomba di San Sebaldo

Il 26 marzo 1425 Sebaldo venne canonizzato da papa Martino V. È il santo patrono della città di Norimberga. La sua festa è celebrata il 19 agosto. 
Gli sono attribuiti come simboli il bastone, il rosario e la conchiglia come un pellegrino, attributi attestati dal 1340; dal 1360 venne spesso rappresentato reggente il modello di una chiesa, come un donatore; al 1400 meno frequente è l'accostamento alle insegne dei regnanti francesi e danesi, a memoria delle sue origini e nozze; più raramente venne rappresentato in abiti principeschi.
I pellegrinaggi alla sua tomba hanno contribuito notevolmente alla fioritura della città, tanto che, nel XVI secolo, Peter Vischer il Vecchio venne incaricato dal Consiglio cittadino di erigere una tomba monumentale attorno al sarcofago d'argento del santo.
La tomba di Sebaldo è considerata una speciale particolarità, infatti sono delle reliquie di un santo canonizzato dalla Chiesa cattolica, ma conservate in una chiesa evangelica.